# Shosei Usui
Shosei Usui (japanisch 碓井 聖生 Usui Shosei; * 20. Juli 2001 in Kamiichi, Präfektur Toyama) ist ein japanischer Fußballspieler.

## Karriere
Shosei Usui erlernte das Fußballspielen in der Schulmannschaft der Toyama Daiichi High School sowie in der Universitätsmannschaft der Chūkyō-Universität. Die Saison 2023 wurde er von der Universität an den Drittligisten Kataller Toyama verliehen. Hier bestritt er vier Drittligaspiele. Nach der Ausleihe wurde er am 1. Februar 2024 fest von Kataller unter Vertrag genommen. Am Ende der Saison 2024 belegte er mit dem Verein den dritten Platz und qualifizierte sich für die Aufstiegsspiele. Hier spielte man im Finale gegen Matsumoto Yamaga 2:2-Unentschieden. Da Katallar in der regulären Spielzeit den dritten Platz belegte, stieg man in die zweite Liga auf.